# Pechuel-loeschea leubnitziae
Pechuel-loeschea leubnitziae là một loài thực vật có hoa trong họ Cúc. Loài này được (Kuntze) O.Hoffm. mô tả khoa học đầu tiên năm 1889.